# Henry Spelman
Sir Henry Spelman (Congham, 1564 – London, 1641. október 24.) parlamenti képviselő, angol történész és heraldikus. A  neve előfordul Speelmann alakban is.
A Cambridge-i egyetemen, a Trinity College-ben tanult, 1612-ben Londonban telepedett le és haláláig ott élt. 1597-ben lett Castle Rising parlamenti képviselője. 1604-től grófsága fősheriffje volt. Történeti műveinek írásakor eredeti dokumentumokra támaszkodott. 1654-ben, Aspilogia című művében a színek jelölésére a bolygószimbólumokat használta. Hasonlóan, mint Cyriacus Spangenberg, aki 1594-ben a heraldikát annak részterületei szerint csoportosította, Spelman a címertant 19 részre osztotta.
Művét Sir Edward Bisse (Bissaeus) (?–1670) adta ki.